# Подольное (Калужская область)
Подольное — деревня в Малоярославецком муниципальном районе Калужской области в составе сельского поселения «Деревня Шумятино». На 2021 год в Дубровке числится одна улица: Солнечная, высота центра селения над уровнем моря — 144 м.

## Население
| 2002 | 2010 |
| ---- | ---- |
| 155  | ↘8   |

### Гендерный состав
По данным Всероссийской переписи населения 2010 года в гендерной структуре населения мужчины составляли 62,5 % женщины — соответственно 37,5 %.